# هايسنيس
هايسنيس (بالفرنسية: Haisnes)‏ هي بلدية تقع في إقليم باد كاليه من منطقة نور با دو كاليه في شمال فرنسا. تبلغ مساحة هذه المدينة 5.58 (كم²)، وترتفع عن سطح البحر 26 م، يبلغ عدد سكانها 4357 نسمة حسب إحصاء المعهد الوطني للإحصاء والدراسات الاقتصادية سنة 2009 م. وترأس Frederic Wallet البلدية خلال فترة (2008-2014).